# نيل ماثيوز
نيل ماثيوز (بالإنجليزية: Neil Matthews)‏ (19 سبتمبر 1966 في المملكة المتحدة - مايو 2023) هو لاعب كرة قدم بريطاني في مركز الهجوم. لعب مع بولتون واندررز وستوكبورت كونتي وسكونثورب يونايتد وغريمسبي تاون ونادي بوري ونادي غاينسبورو ترينيتي ونادي هاليفاكس تاون ونادي تشورلي ولينكولن سيتي أف سي وليه جنيسيس ‏ ونادي جيزيلي ‏ وداغنهام وريدبريدج.